# Partit Democràtic (Japó, 1998)
El Partit Democràtic del Japó (en japonès: 民主党, transliterat: Minshutō) fou un partit polític sorgit al Japó l'any 1998 ençà de la fusió de diversos partits de l'oposició: un antic Partit Demòcrata, el Partit del Bon Govern (Minseitō), el Nou Partit de la Fraternitat (Shintō-yūai) i el Partit de la Reforma Democràtica (Minshu-Kaikaku-Rengō). A les eleccions celebrades l'agost de 2009 el Partit Demòcrata va guanyar per una àmplia majoria al seu gran rival el Partit Liberal Democràtic del Japó (PLD) trencant així 55 anys de govern pràcticament ininterromput del PLD. El líder del Partit Demòcrata, Yukio Hatoyama va ser nomenat primer ministre del Japó el 16 de setembre de 2009. El partit es fusionà amb el Partit de la Innovació en 2016 per formar el Partit Democràtic.

## Història
El Partit Demòcrata del Japó va ser fundat el 27 d'abril de 1998, el nou partit començà amb 93 membres a la cambra dels representants i 38 a la cambra dels consellers, en la primera convenció del partit es designà l'ex ministre de benestar social Naoto Kan com a president del partit i a l'exprimer ministre Tsutomu Hata com a secretari general.
El 24 de setembre de 2003 el Partit Demòcrata es fusiona amb el petit Partit Liberal, de centredreta presidit per Ichirō Ozawa aquesta decisió va ser presa en vistes a les eleccions generals japoneses de 2003, aquesta fusió reportà immediatament 8 escons més al PDJ (els que ja tenia el Partit Liberal).
A les eleccions del 2003 el PDJ va obtenir un total de 178 escons, per davall de les expectatives del mateix partit, no obstant queda demostrada així la força del nou partit. Arran d'un escàndol, Naoto Kan va haver de dimitir en 2004, i el seu substitut com a president del partit va ser el liberal moderat Katsuya Okada.
A les eleccions del 2004 a la cambra de consellers per primera vegada el PDJ supera en nombre de vots al PLD, però el sistema de repartiment d'escons va fer que el PDJ només n'obtingués 79 pels 114 del PLD, però una vegada més el PDJ demostrava que podia arribar a guanyar al PLD.
El 2005 a les eleccions anticipades convocades per Junichiro Koizumi a causa de les protestes pel seu pla de privatització de l'empresa postal japonesa el PDJ va sofrir un gran revés al perdre 62 dels seus representants a la Dieta, a la vista dels resultats Katsuya Okada va dimitir doncs havia promès una victorià del PDJ i portar-lo al poder. Va ser reemplaçat per Seiji Maehara.
Maehara va estar al front del partit durant mig any, va liderar les crítiques al partit del govern del president Junichiro Koizumi, sobretot en l'escàndol de les connexions entre els membres del PLD i l'empresa Livedoor però en intentar utilitzar un correu electrònic fals per establir aquest vincle va deixar molt malmesa la reputació de Maehara, Maehara va haver d'acabar dimitint el 31 de març de 2006 El 7 d'abril del mateix any es varen celebrar eleccions per elegir al nou líder del partit, resulta elegit Ichirō Ozawa.
A les eleccions a la cambra dels consellers del 2007 on es renovaven la meitat dels escons d'un total de 242 el PDJ aconseguí 60 dels 121 escons que es renovaven. Ozawa va haver de dimitir com a líder del partit el maig del 2009 a causa d'un escàndol amb la recaptació de fons, el succeí a la presidència del partit Yukio Hatoyama, Ozawa passà a ser secretari general del partit.

### Governs del Partit Demòcrata
A les eleccions celebrades l'agost de 2009 el Partit Demòcrata de Yukio Hatoyama va guanyar per una àmplia majoria al seu gran rival el Partit Liberal Democràtic del Japó (PLD) trencant així 55 anys de govern pràcticament ininterromput del PLD. Yukio Hatoyama va ser nomenat primer ministre del Japó el 16 de setembre de 2009.
Yukio Hatoyama va dimitir el 2 de juny de 2010 per no haver complert el compromís de tancar la base aèria de Yokota i el finançament irregular atribuït al seu entorn polític i millorar les opcions del seu partit en les eleccions a la cambra alta vuit mesos després de ser nomenat primer ministre prometent retallar la despesa, prendre el control de la política als buròcrates i donar als consumidors més diners per estimular la demanda interna, sent rellevat per Naoto Kan.
Naoto Kan va dimitir com a primer ministre del Japó el 26 d'agost del 2011 després que el Parlament japonès aprovés dues lleis promogudes per ell per a canalitzar la reconstrucció del país després del Terratrèmol i tsunami del Japó del 2011 i l'accident nuclear de Fukushima I. La Cambra de Representants es va dissoldre el 16 de novembre de 2012 a proposta del nou primer ministre Yoshihiko Noda. Les eleccions generals japoneses de 2012 van ser un desastre total per al Partit Democràtic, que va perdre les tres quartes parts dels seus 230 escons a la cambra baixa per acabar amb només 57 sent el pitjor rendiment d'un partit de govern després de a la Segona Guerra Mundial, i a les eleccions generals japoneses de 2014 el president del partit, Banri Kaieda, va perdre el seu escó a Tòquio.

## Fusió amb el Partit de la Innovació
El Partit Democràtic fou fundat el 26 de març de 2016 per la unió del Partit Democràtic i del Partit de la Innovació, de centre-dreta amb la intenció de concòrrer a les eleccions a la Cambra de Consellers de l'estiu de 2016. En aquelles eleccions el partit va aconseguir 49 escons, no conseguint millorar els resultats dels seus dos partits predecessors. Després d'aquells resultats, l'aleshores lider, en Katsuya Okada anuncià que no es tornaria a presentar a la reelecció com a líder del partit aduint que el partit necessitava nous rostres.

## Filosofia
El partit Demòcrata estava totalment en contra de l'statu quo i dels governs del PLD, el PDJ sostenia que la burocràcia japonesa és massa gran i ineficient, el partit demòcrata volia acabar amb la presa de decisions sobre la base dels interessos creats i crear un nou sistema més flexible i eficient.
El partit Demòcrata argumentava que el lliure mercat és el millor sistema pel Japó, la postura que ells defensaven és que el PDJ representa als "ciutadans, consumidors i als que paguen impostos" sense afavorir ni el lliure mercat ni l'estat del benestar, concebent l'actuació del govern com una actuació limitada per afavorir l'autosuficiència dels individus.
El Partit Demòcrata pretenia establir un govern més transparent, amb una estructura més descentralitzada donant major protagonisme als organismes locals, afavorint així una societat més justa i amb regles més justes. El partit demòcrata pretenia introduir a la constitució "la sobirania popular, el respecte als drets humans i el pacifisme", tenir una política internacional de no-intervenció, per la coexistència mútua i per restaurar la confiança del món en el Japó.
D'entre les propostes del PDJ es podien destacar: la reestructuració de l'administració pública, l'assignació de 26.000 iens per fill, retallar l'impost del gas, ajudes per als agricultors, matrícules gratuïtes per les escoles secundàries públiques, la prohibició del treball temporal al sector industrial, apujar el salari mínim en 1000 iens i congelar els impostos durant els pròxims 4 anys.

## Faccions
EL PDJ en tenia moltes faccions, encara que no està tan diversificat com el PLD, els grups estan ordenats del més influent al que menys influença té:
- Isshin-kai: donaven suport al creador del Partit Liberal Ichiro Ozawa comptaven amb uns 50 membres.[19]
- Ryoun-kai: la segona facció més conservadora. La major part dels seus membres provenien del Partit Sakigake, comptaven amb 40 escons a l'assemblea i estan liderats per Seiji Maehara i Yoshihiko Noda.
- Seiken koyaku wo Jitsugen suru kai: format per desertors del PLD i liderats per Yukio Hatoyama, comptaven amb uns 30 escons a l'assemblea.
- Minsha Kyokai: format per membres del centrista Partit Socialdemòcrata que es fusionà amb el PDJ. comptaven amb 25 escons a l'assemblea i eren liderats per Tatsuo Kawabata.
- Kuni no katachi kenkyukai: facció liberal liderada pel fundador del partit Naoto Kan. comptaven amb uns 20 escons a l'assemblea.
- Shin seikyoku kondankai: la facció més a l'esquerra, formada pels fundadors del Partit Socialista Japonés que deixaren el partit per ser massa radical. comptaven amb uns 20 escons i eren liderats per Takahiro Yokomichi.

El Club dels independents era un petit partit polític que formava una entitat política amb el PDJ a les dues cambres.

## Resultats electorals

### Eleccions generals
| Any  | Líder          | Candidats | Escons    | Escons | Escons | Pos. | Vots de circum. | Vots de circum. | Bloc RP    | Bloc RP | Govern             |
| Any  | Líder          | Candidats | Vots      | ±      | %      | Pos. | Vots            | %               | Vots       | %       | Govern             |
| ---- | -------------- | --------- | --------- | ------ | ------ | ---- | --------------- | --------------- | ---------- | ------- | ------------------ |
| 2000 | Yukio Hatoyama | 262       | 127 / 480 |        | 26.4%  | 2n   | 16,811,732      | 27.61%          | 15,067,990 | 25.18%  | Oposició           |
| 2003 | Naoto Kan      | 277       | 177 / 480 | 50     | 36.8%  | = 2n | 21,814,154      | 36.66%          | 22,095,636 | 37.39%  | Oposició           |
| 2005 | Katsuya Okada  | 299       | 113 / 480 | 64     | 23.5%  | = 2n | 24,804,786      | 36.44%          | 21,036,425 | 31.02%  | Oposició           |
| 2009 | Yukio Hatoyama | 330       | 308 / 480 | 195    | 64.1%  | 1r   | 33,475,334      | 47.43%          | 29,844,799 | 42.41%  | Coalició (2009-10) |
| 2009 | Yukio Hatoyama | 330       | 308 / 480 | 195    | 64.1%  | 1r   | 33,475,334      | 47.43%          | 29,844,799 | 42.41%  | Coalició (2010-12) |
| 2012 | Yoshihiko Noda | 267       | 57 / 480  | 251    | 11.8%  | 2n   | 13,598,773      | 22.81%          | 9,628,653  | 16.00%  | Oposició           |
| 2014 | Banri Kaieda   | 198       | 73 / 475  | 16     | 15.3%  | = 2n | 11,916,849      | 22.51%          | 9,775,991  | 18.33%  | Oposició           |

### Eleccions a la Cambra de Consellers
| Any  | Líder          | Total     | Obtinguts | Vots Nacionals | %      | Vots Prefectura | %      | Govern                   |
| ---- | -------------- | --------- | --------- | -------------- | ------ | --------------- | ------ | ------------------------ |
| 1998 | Naoto Kan      | 47 / 252  | 27 / 126  | 12,209,685     | 21.75% | 9,063,939       | 16.20% | Oposició                 |
| 2001 | Yukio Hatoyama | 59 / 247  | 26 / 121  | 8,990,524      | 16.42% | 10,066,552      | 18.53% | Oposició                 |
| 2004 | Katsuya Okada  | 82 / 242  | 50 / 121  | 21,137,457     | 37.79% | 21,931,984      | 39.09% | Oposició                 |
| 2007 | Ichirō Ozawa   | 109 / 242 | 60 / 121  | 23,256,247     | 39.48% | 24,006,817      | 40.45% | Sense majories (2007-09) |
| 2007 | Ichirō Ozawa   | 109 / 242 | 60 / 121  | 23,256,247     | 39.48% | 24,006,817      | 40.45% | Coalició (2009-10)       |
| 2010 | Naoto Kan      | 106 / 242 | 44 / 121  | 18,450,139     | 31.56% | 22,756,000      | 38.97% | Coalició (2010-12)       |
| 2010 | Naoto Kan      | 106 / 242 | 44 / 121  | 18,450,139     | 31.56% | 22,756,000      | 38.97% | Sense majories (2012-13) |
| 2013 | Banri Kaieda   | 59 / 242  | 17 / 121  | 7,268,653      | 13.4%  | 8,646,371       | 16.3%  | Oposició                 |

## Presidents del PDJ
Els Presidents del partit (民主党代表, Minshutō Daihyō), el nom formal és 民主党常任幹事会代表 (Minshutō Jyōnin-Kanji-Kai Daihyō).
| Núm.                                    | President             | President              | Circumscripció | Inici                  | Final                  | Primer Ministre | Primer Ministre        |
| --------------------------------------- | --------------------- | ---------------------- | -------------- | ---------------------- | ---------------------- | --------------- | ---------------------- |
| Partits precedents: PD, PNF, PBG, i PRD |                       |                        |                |                        |                        |                 |                        |
| 1                                       | Naoto Kan (1946)      |                        | 18a de Tòquio  | 27 d'abril de 1998     | 25 de setembre de 1999 |                 | Hashimoto 1996–98      |
| 1                                       | Naoto Kan (1946)      | Obuchi 1998–2000       | 18a de Tòquio  | 27 d'abril de 1998     | 25 de setembre de 1999 |                 |                        |
| 2                                       | Yukio Hatoyama (1947) |                        | 9a de Hokkaido | 25 de setembre de 1999 | 10 de desembre de 2002 |                 |                        |
| 2                                       | Yukio Hatoyama (1947) | Mori 2000–01           | 9a de Hokkaido | 25 de setembre de 1999 | 10 de desembre de 2002 |                 |                        |
| 2                                       | Yukio Hatoyama (1947) | Koizumi 2001–06        | 9a de Hokkaido | 25 de setembre de 1999 | 10 de desembre de 2002 |                 |                        |
| 3                                       | Naoto Kan (1946)      |                        | 18a de Tòquio  | 10 de desembre de 2002 | 18 de maig de 2004     |                 |                        |
| 4                                       | Katsuya Okada (1953)  |                        | 3a de Mie      | 18 de maig de 2004     | 17 de setembre de 2005 |                 |                        |
| 5                                       | Seiji Maehara (1962)  |                        | 2a de Kyoto    | 17 de setembre de 2005 | 7 d'abril de 2006      |                 |                        |
| 6                                       | Ichirō Ozawa (1942)   |                        | 4a d'Iwate     | 7 d'abril de 2006      | 16 de maig de 2009     |                 |                        |
| 6                                       | Ichirō Ozawa (1942)   | Abe S. 2006–07         | 4a d'Iwate     | 7 d'abril de 2006      | 16 de maig de 2009     |                 |                        |
| 6                                       | Ichirō Ozawa (1942)   | Fukuda Y. 2007–08      | 4a d'Iwate     | 7 d'abril de 2006      | 16 de maig de 2009     |                 |                        |
| 6                                       | Ichirō Ozawa (1942)   | Asō 2008–09            | 4a d'Iwate     | 7 d'abril de 2006      | 16 de maig de 2009     |                 |                        |
| 7                                       | Yukio Hatoyama (1947) |                        | 9a de Hokkaido | 16 de maig de 2009     | 4 de juny de 2010      |                 |                        |
| 7                                       | Yukio Hatoyama (1947) | Yukio Hatoyama 2009–10 | 9a de Hokkaido | 16 de maig de 2009     | 4 de juny de 2010      |                 |                        |
| 8                                       | Naoto Kan (1946)      |                        | 18a de Tòquio  | 4 de juny de 2010      | 29 d'agost de 2011     |                 | Naoto Kan 2010–11      |
| 9                                       | Yoshihiko Noda (1957) |                        | 4a de Chiba    | 29 d'agost de 2011     | 25 de desembre de 2012 |                 | Yoshihiko Noda 2011–12 |
| 10                                      | Banri Kaieda (1949)   |                        | 1a de Tòquio   | 25 de desembre de 2012 | 14 de desembre de 2014 |                 | Abe S. 2012–20         |
| 11                                      | Katsuya Okada (1953)  |                        | 3a de Mie      | 14 de desembre de 2014 | 27 de març de 2016     |                 | Abe S. 2012–20         |
| Partit successor: Partit Democràtic     |                       |                        |                |                        |                        |                 |                        |